# Alrabaiye (Take Me Up)
Az Alrabaiye (Take Me Up) című dal a svéd Amadin első 1993-ban megjelent kislemeze, melynek producere Dr. Alban és Amadin voltak a producerei. A dal albumon nem jelent meg. A dalban közreműködött Richard Silva II , művésznevén Swing.

## Megjelenések
CD Single  Németország Dr. Records – 74321161612
1. Alrabaiye (Take Me Up) (Swing Radio Edit) 3:54
2. Alrabaiye (Take Me Up) (Extended) 6:32
3. Alrabaiye (Take Me Up) (Alradub) 4:36 Vocals [Additional] – Gladys
4. Alrabaiye (Take Me Up) (Def 'N' Dumb) 4:58

## Közreműködő eladók
- Design – René Hedemyr
- Producer – Dr. Alban
- Szöveg – Amadin, Dr. Alban
- Zene – Amadin
- Zene, szöveg – Amadin
- Vokál – Nana Hedin

## Slágerlista
| Slágerlista (1993)              | Legjobb helyezés |
| ------------------------------- | ---------------- |
| Ausztrália (ARIA)               | 43               |
| Svédország (Sverigentopplistan) | 23               |

## Külső hivatkozások
- A dal az amazon.com oldalon[6]